# Titti Rodling
Anna Christina Rodling, detta Titti (Bräcke, 19 dicembre 1970), è un'ex sciatrice alpina svedese.

## Biografia
Specialista delle prove tecniche originaria di Hällesjö di Bräcke, la Rodling ottenne il primo piazzamento in Coppa del Mondo il 30 novembre 1991 a Lech in slalom speciale (22ª); esordì ai Campionati mondiali a Morioka 1993, dove si classificò 33ª nello slalom gigante e 6ª nello slalom speciale, e l'anno dopo ai XVII Giochi olimpici invernali di Lillehammer 1994, sua unica presenza olimpica, si piazzò 13ª nello slalom speciale.
Nel 1995 conquistò l'ultima vittoria in Coppa Europa, il 12 gennaio a Rogla in slalom speciale (3ª),  e ottenne il miglior piazzamento in Coppa del Mondo, il 17 dicembre a Sankt Anton am Arlberg nella medesima specialità (7ª); conquistò l'ultimo podio in Coppa Europa il 22 gennaio 1996 a Krompachy/Plejsy in slalom speciale (3ª) e prese per l'ultima volta il via in Coppa del Mondo il 2 febbraio 1997 a Laax in slalom speciale (21ª). Ai successivi Mondiali di Sestriere 1997, sua ultima presenza iridata, fu 30ª nello slalom speciale; si ritirò al termine di quella stessa stagione 1996-1997 e la sua ultima gara fu uno slalom speciale FIS disputato il 19 aprile a Malung.

## Palmarès

### Coppa del Mondo
- Miglior piazzamento in classifica generale: 50ª nel 1996

### Coppa Europa
- Miglior piazzamento in classifica generale: 9ª nel 1995
- 4 podi (dati dalla stagione 1994-1995):
  - 1 vittoria
  - 2 secondi posti
  - 1 terzo posto

#### Coppa Europa - vittorie
| Data       | Località | Paese    | Specialità |
| ---------- | -------- | -------- | ---------- |
| 12 gennaio | Rogla    | Slovenia | SL         |

Legenda:

SL = slalom speciale

### Nor-Am Cup
- 1 podio (dati dalla stagione 1994-1995):
  - 1 secondo posto